# Kateh Shāl
Kateh Shāl (persiska: کته شال) är en ort i Iran.   Den ligger i provinsen Gilan, i den norra delen av landet, 200 km nordväst om huvudstaden Teheran. Kateh Shāl ligger 34 meter över havet och antalet invånare är 366.
Terrängen runt Kateh Shāl är kuperad åt sydost, men åt nordväst är den platt. Terrängen runt Kateh Shāl sluttar norrut. Runt Kateh Shāl är det ganska tätbefolkat, med 155 invånare per kvadratkilometer. Närmaste större samhälle är Lāhījān, 4,6 km nordväst om Kateh Shāl. Omgivningarna runt Kateh Shāl är en mosaik av jordbruksmark och naturlig växtlighet.